# HMGN3
HMGN3‏ (High mobility group nucleosomal binding domain 3) هوَ بروتين يُشَفر بواسطة جين HMGN3 في الإنسان.